# Anastarzia Anaquway
Jermaine Aranha (nacida el 21 de enero de 1982), más conocida por el nombre artístico de Anastarzia Anaquway, es una drag queen y personalidad televisiva de las Bahamas que vive en Toronto, Ontario, Canadá. 
Es la única bahameña que aparece en la franquicia televisiva Drag Race, habiendo competido en la primera temporada de Drag Race de Canadá.

## Carrera
Anaquway, quien hizo su debut en el certamen de Miss Universo Bahamas en 2003, desde entonces ha ganado más de 15 concursos, como Miss Styles Bahamas, Miss Canadá Internacional, Miss Toronto Gay y Miss Black Continental en libertad.
En julio de 2021, actuó junto a BOA, Juice Boxx, Farra N. Hyte y TroyBoy en el Drag Starz inaugural en Manor, un nuevo evento drag en Guelph, Ontario.
En 2023, Aranha compitió en la novena temporada de The Amazing Race Canadá con su compañero concursante de Drag Race Justin Baird (también conocido como Kimora Amour).

## Vida personal
Aranha nació y creció en Nasáu, Bahamas, y ha hablado abiertamente de sus experiencias con la homofobia y los delitos de odio en su país de origen. Aranha se mudó a Canadá, solicitando asilo, después de que supuestamente dos hombres le dispararan en 2013 en la entrada de su casa. La historia de Aranha, contada en un episodio de Drag Race, recibió una respuesta mixta por parte de los bahameños, que van desde apoyo y solidaridad hasta amenazas y acusaciones de mentir para hacer quedar mal al país.